# Siegfried Tiefensee
Siegfried Tiefensee (Rastenburg, 20 oktober 1922 - Leipzig, 24 maart 2009) was een in Oost-Pruisen geboren Duitse musicus en componist.
Tiefensee begon op jonge leeftijd muziek te studeren. Hij studeerde piano, viool, compositie en directie. In de periode 1951-1954 was hij kapelmeester in het theater van Stendal (1951–1954) en vervolgens in Gera (1954–1958) en Leipzig (vanaf 1958). Hij werd er actief als dirigent van toneelmuziek en schreef zelf ongeveer 250 stukken toneelmuziek, waaronder meer dan 100 voor het kinder-, jeugd- en poppentheater. Daarnaast schreef hij ook voor televisie- en hoorspelen evenals filmmuziek. Ten slotte schreef hij ook de muziek voor kinderballetten. Hij introduceerde er elementen van jazz, beat. Een van zijn kinderen is de voormalige Duitse SPD-minister Wolfgang Tiefensee.

## Werken (selectie)
- Cipollino, Ein Spiel für Kinder/Kinderoper, 1959
- Katz und Kätzchen, Oper für Kinder, 1960
- Schneewittchen, DEFA-Film, 1961
- Das Pinguinei, Musical für Kinder, 1962
- Adrian und das rote Auto, Kinderoper, 1966
- Mascha und der Bär, Kinderballett, 1968
- Die Zauberer sind da, Märchenstück mit Musik, 1968
- Rotkäppchen, Märchenstück mit Musik, 1968
- Das Rübchen, Märchenstück mit Musik, 1971
- Der neue Struwwelpeter, Musikalisches Bilderbuch /Kinderoper, 1972
- Vom Äffchen, das eine Brille trug, 1973
- Die Geschichte vom tapferen Schneiderlein, Kinderballett, 1978
- Die Bremer Stadtmusikanten, Märchenstück mit Musik, 1980
- Maus und Kater im Theater, Ein Spiel für zwei Darsteller mit viel Musik, 1984